# LÉ Niamh (P52)
LÉ Niamh (P52) — корабль ВМС Ирландии, второй из двух патрульных кораблей типа «Росин», построенных специально для возможности круглогодично патрулировать территориальные воды Ирландии, по состоянию на 2010 год, является самым новым кораблём ирландского флота.

## История
Корабль был построен в графстве Девон, Великобритания, на верфи Appledore Shipbuilders и вошёл в строй в 2001 году под именем «Ниам» в честь персонажа ирландской мифологии, златоволосой Ниам, королевы потусторонней земли Тир на Ног (ирл. Tír na nÓg).
В 2002 году «Ниам» впервые в истории ВМС Ирландии совершила поход в Азию, в ходе которого состоялись официальные визиты корабля в порты Китая, Японии, Кореи и Малайзии, а также дозаправка в Индии и техническая остановка на базе ООН в Эритрее. Кроме патрульной службы, «Ниам» привлекается к операциям ООН и снабжает ирландские подразделения миротворцев.
Экипаж корабля поддерживает шефские отношения с городом Лимерик.